# قذيفة موجهة
القذيفة أو الصاروخ أو القذيفة الموجهة[بحاجة لمصدر] هو نظام ذخيرة موجهة بدقة ذاتي الدفع، بالمقارنة مع الذخيرة غير الموجهة ذاتية الدفع المعروفة بالصاروخ (مع أن كلاهما يمكن أن يكون موجها). تحتوي الصواريخ على أربعة مكونات للنظام: نظام الاستهداف / التوجيه ونظام الطيران والمحرك والرأس الحربي. تأتي الصواريخ في أنواع تتكيف مع أغراض مختلفة: صواريخ أرض - أرض وصواريخ جو - أرض (باليستية ، كروز ، مضادة للسفن ، مضادة للدبابات ، إلخ) ، صواريخ أرض - جو (وصواريخ مضادة للصواريخ الباليستية) وصواريخ جو - جو والأسلحة المضادة للأقمار الصناعية.
يشار إلى الأجهزة المتفجرة المحمولة جواً بدون دفع بالقذائف إذا أُطْلِقْت بواسطة قطعة مدفعية و القنابل إذا أسقطتها طائرة. عادة ما توصف الصواريخ غير الموجهة بالدفع النفاث بأنها مدفعية صاروخية.
تاريخيا، تشير كلمة صاروخ إلى أي مقذوف يتم إلقاؤه أو إطلاقه أو دفعه نحو هدف؛ لا يزال هذا الاستخدام معترفًا به اليوم.